# Henri Matisse
Henri-Émile-Benoit Matisse (31. prosince 1869 – 3. listopadu 1954) byl francouzský malíř, sochař a grafik, proslulý svou prací s barvou a svým brilantním kreslířským uměním. Byl hlavní postavou uměleckého směru zvaného fauvismus. Spolu s Picassem patří k výtvarníkům, kteří nejvíce ovlivnili vývoj umění v 2. polovině 20. století.

## Život
Narodil se na statku svého dědečka v severofrancouzském městě Le Cateau-Cambrésis. Jeho rodiče byli obchodníci, měli drogerii a obchod s kořením a semeny ve městě Bohain-en-Vermandois v Pikardii v departementu Aisne. Zde také Henri vyrůstal spolu s o tři roky mladším bratrem Pierrem. V letech 1882–1887 navštěvoval lyceum v Saint-Quentinu. Rodiče chtěli, aby Henri jednou převzal rodinný obchod, ale to nedovolil jeho zdravotní stav, a tak mu otec vybral novou budoucnost, práva. Matisse je studoval dva roky v Paříži. Domů se vrátil s diplomem a roku 1889 nastoupil v Bohainu v advokátní kanceláři jako koncipient. Následující rok byl ale dlouhodobě připoután na lůžko kvůli zánětu slepého střeva. Během rekonvalescence začal na radu souseda kreslit, aby zahnal nudu; přišlo náhlé poznání, že je to dobrý způsob jak se vymanit z pout fádního života advokáta na malém městě.
Po uzdravení se v Saint-Quentinu zapsal na ranní kurzy kreslení ve škole, která nesla název tamního rodáka Quentina de La Toura. Tehdy Matisse pochopil své poslání, rozhodl se pro uměleckou dráhu a odjel studovat malířství do Paříže. V říjnu 1891 se zapsal na soukromou Julianovu akademii, aby se zde u Williama Bouguereaua připravil na přijímací zkoušky na École des beaux-arts. Zkoušky, konané v lednu 1892, ale Matisse nesložil úspěšně. Z Julianovy akademie odešel a zapsal se do večerních kurzů na École des Arts Décorativs. Zde navázal celoživotní přátelství s malířem Albertem Marquetem, později rovněž členem skupiny fauvistů. V té době Matisse často navštěvoval Louvre a kopíroval tam díla starých mistrů. Od roku 1893 navštěvoval neoficiálně ateliér Gustava Moreau na École des beaux-arts, o dva roky později byl na školu přijat oficiálně – na základě talentu už bez přijímacích zkoušek. V Moreauově ateliéru se spřátelil s dalšími budoucími významnými malíři, kteří měli blízko k fauvismu: Georgesem Rouaultem, Charlesem Camoinem a Henri Manguinem.
Roku 1896 Matisse poprvé představil své obrazy veřejnosti. Na Salónu vystavil čtyři malby, dvě z nich prodal. Obraz Čtenářka zakoupil stát. Umístěn byl v zámku v Rambouillet, sídle francouzských prezidentů. Pro Matissův vývoj byl v témže roce významný letní pobyt u australského impresionistického malíře Johna Russella, který žil v Bretani na ostrově Belle-Île. Russel Matisse seznámil s obrazy předních impresionistů ze své sbírky a během další návštěvy, která se uskutečnila za rok, mu dokonce dvě van Goghovy kresby věnoval.

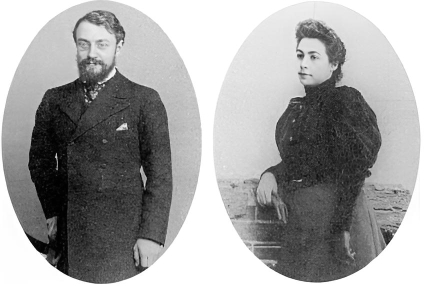
Manželé Matissovi v roce 1898

 V roce 1898 si vzal za manželku Amélii Parayre (1872–1958), s níž měl dva syny: Jeana (1899–1976) a pozdějšího významného newyorského galeristu a obchodníka s uměním Pierra (1900–1989). Manželé spolu žili až do roku 1939, kdy se rozvedli. Bezprostřední příčinou byla mladá Matissova asistentka, Ruska Lydia Delectorskaja (1910–1998). Sloužila mu také často jako model a žila s ním až do konce jeho života. Oba synové však nebyli prvními Matissovými dětmi: roku 1894 se mu z několikaletého vztahu s modelkou Caroline Joblaud narodila dcera Marguerite († 1982), kterou přijal za svou a jež se stala součástí jeho rodiny.
Poté, co jeho učitel Gustave Moreau zemřel, Matisse kvůli neshodám s jeho nástupcem Fernandem Cormonem École des beaux-arts opustil. Protože stále cítil potřebu se vzdělávat, začal roku 1899 navštěvovat ateliér Eugèna Carrièra, kde se poznal mj. s André Derainem. V témže roce si zakoupil po jednom díle svých velkých vzorů: Cézanna, Gauguina, van Gogha a Rodina. Stalo se tak přesto, že se stále potýkal s existenčními problémy, protože jeho obrazy nenacházely kupce. Aby zlepšila finanční situaci rodiny, otevřela si jeho žena butik. On sám přijímal rozmanité zakázky, např. spolu s Marquetem dekorovali obvodové pásy Grand Palais, v němž se roku 1900 konala světová výstava. Když manželka onemocněla, museli dokonce část roku 1903 strávit u Matissových rodičů v Bohainu. Sám malíř roku 1901 onemocněl bronchytidou a léčil se ve Švýcarsku.
Matisse však s důvěrou ve vlastní schopnosti maloval dál. V letech 1901–1903 se zúčastnil v Paříži několika kolektivních výstav. Důležitý byl Salón Nezávislých v roce 1901, kterému předsedal Paul Signac. Oba malíři se sblížili a v roce 1904 prožili společně léto v Signacově sídle v Saint-Tropez. Pod Signacovým vlivem Matisse krátce experimentoval s pointilismem. Hlavní vzpomínkou na toto období je obraz Přepych, klid a rozkoš, který se Signacovi zalíbil natolik, že si ho koupil.
V létě 1905 Matisse odjel do katalánského přístavního městečka Collioure, kam za ním přijel Derain. Zde oba malíři malovali obrazy, které byly za pár měsíců vystaveny v Paříži a pro něž jejich autoři dostali název fauvisté. Mezi 18. říjnem a 25. listopadem 1905 proběhl v Grand Palais 3. Podzimní Salón. Mezi vystavenými díly byly i barvami hýřící obrazy Matissovy a jeho přátel. Známý kritik umění Louis Vauxcelles, který jinak nebyl vůči tvorbě Matisse a jeho přátel odmítavý, v reakci na sousedství těchto vystavených obrazů a dvou bust v klasicizujícím pojetí prohlásil: „Dalo by se řící: Donatello mezi dravými šelmami.“ Slovo „fauves“ lze přeložit jako divoké šelmy – a název uměleckého směru byl na světě. Reakce na výstavu byly většinou negativní. Přesto se však našlo několik kupců, kterým se Matissovy divoké barvy zalíbily a jeho obrazy koupili.

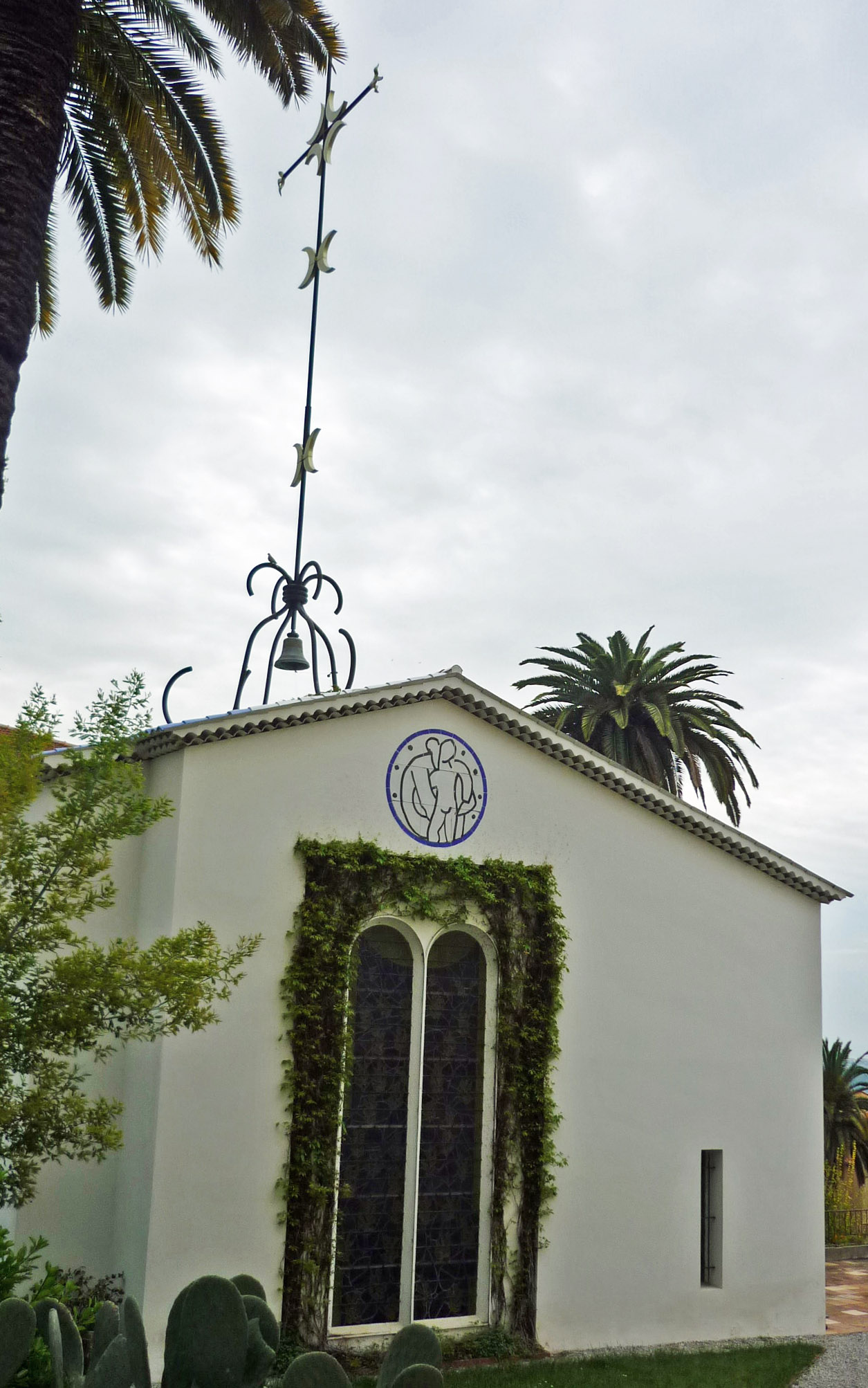
Průčelí Růžencové kaple ve Vence

Následujícího roku poznal Matisse v pařížském domě Gertrudy Steinové a jejího bratra Lea, kteří koupili jeho obraz Radost ze života, Pabla Picassa. Ukázal mu africké sošky, které si přivezl ze svého pobytu v Alžírsku. Oba malíři, ačkoliv tvořili v jistém smyslu protipóly, se po celý život vzájemně respektovali a jednou si i vyměnili pár svých obrazů. Matisse už měl v té době po finančních starostech. Měl za sebou už dvě samostatné výstavy: první z nich ve Vollardově galerii v roce 1904, další o dva roky později v galerii Eugène Drueta, obě v Paříži.
Mnoha mladým malířům už tehdy Matisse sloužil jako vzor. Z podnětu sourozenců Steinových, Hanse Purrmanna a Oskara Molla založil roku 1908 akademii, která nesla jeho jméno. Škola měla brzy kolem stovky žáků z Francie i ciziny. Matisse ale brzo přestala výuka těšit. Tvrdil, že ve škole studuje jeden nebo dva žáci, kteří mají talent, u ostatních je námaha zbytečná. Roku 1911 Akademii Matisse uzavřel.
Matissovou vášní bylo cestování, po Francii i mimo ni. Zajímaly ho krajiny, které neznal, a jezdil po Evropě, aby jednak navázal kontakty a jednak navštívil galerie a památky, které ho zajímaly. Obsáhlý je výčet jeho cest jen před první světovou válkou: Léta 1895 a 1897 trávil v Bretani. Na svatební cestu v roce 1898 jel do Londýna, aby poznal obrazy Williama Turnera. Téhož roku s manželkou prožili půl roku na Korsice. Léto 1904 patřilo Saint-Tropez a Paulu Signacovi, léto následující Collioure a Derainovi. V Collioure maloval i roku 1906, kdy zároveň studoval v Alžírsku tamní dekorace na látkách a drobnou plastiku. Italská města Padovu, Florencii, Arezzo a Sienu poznal napřesrok. Do Bavorska se vydal roku 1908. Následující léto tráví v Cavaliére v Provence a odskočil si do Berlína. Spolu s Marquetem vyrazili roku 1910 na výstavu islámského umění do Mnichova, na podzim odjel do Sevilly, odkud se vrátil až napřesrok. V létě 1911 opět maloval v Collioure a v listopadu odjel do Moskvy. Tam se setkal se svým sběratelem Ščukinem, navštívil divadla a balet a studoval ikony. Zimu trávil v Maroku, stejně jako tu další v roce 1912, odkud se vrátil až na jaře 1913. Matisse také často měníval ateliéry. Roku 1909 Paříž opustil a koupil si dům v Issy-les-Moulineaux, městečku nedaleko metropole, kde si vybudoval ateliér.
Před válkou hodně vystavoval: V roce 1910 proběhla jeho velká retrospektiva v pařížské Galerii Bernheim-Jeune, už dva roky před tím byly jeho obrazy představeny na samostatných výstavách v New Yorku, Moskvě a Berlíně. Rok před vypuknutím první světové války byla v New Yorku uspořádána legendární výstava evropského a amerického moderního umění Armory Show – Matissovy obrazy na ní samozřejmě nemohly chybět. Rovněž roku 1913 se zúčastnil v Berlíně výstavy sdružení umělců s názvem Berlínská secese.

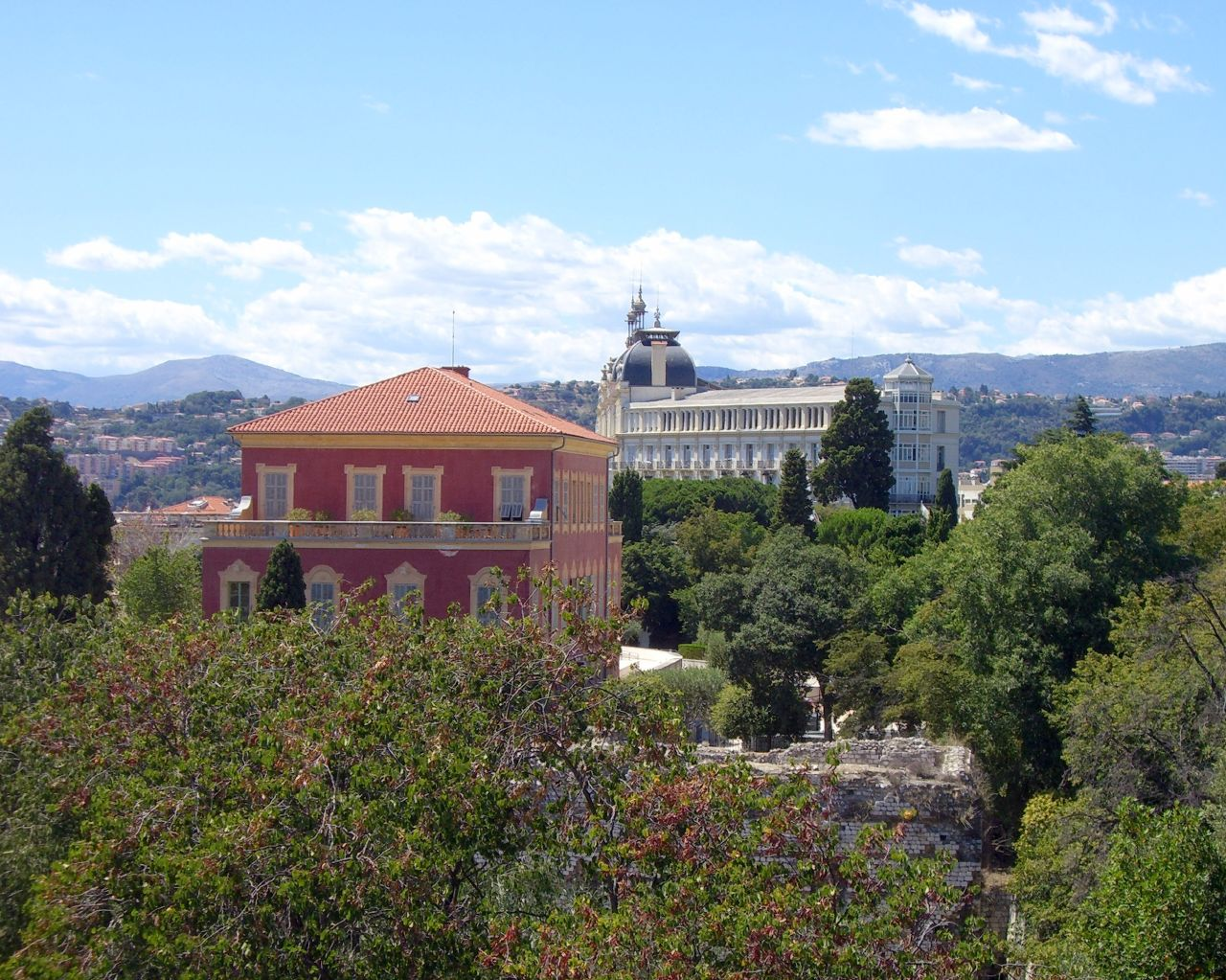
V popředí Matissovo muzeum v Nice

 Po vypuknutí první světové války se odstěhoval z Paříže na jih Francie, kde pomáhal manželkám svých přátel, kteří byli na frontě (přebývala u něj paní Derainová); manželka a jejich dva synové zůstali na severu okupované země. Rodinný dům v Bohainu byl zničený, jeho bratr zajat. Přestože o to požádal, nebyl odvedený. Během války Matisse střídavě pobýval v Paříži, Issy a od roku 1916 také v Nice, v hotelu Beau-Rivage (Krásné pobřeží). Do válečných let 1917 a 1918 také spadá několik jeho návštěv u Renoira v Cagnes. V posledním válečném roce také v Antibes navštívil Bonnarda. S oběma malíři, kteří měli stejně jako on za jeden z cílů nalézt harmonii mezi přírodou a člověkem, si měl mnoho co říci.
Cestovatelská vášeň malíře neopustila ani po válce. Větší část roku dělil mezi Issy, Paříží a Nice, jedno léto také strávil v Étretatu, kde malovalo už několik jeho slavných předchůdců. Ze zahraničních cest je možné uvést Spojené státy americké a Tahiti v roce 1930. V USA navštívil San Francisco a New York, kterým byl uchvácen. V New Yorku měl galerii jeho syn Pierre, který mu v ní tři roky před tím uspořádal výstavu. Naopak Tahiti ho zklamalo. V pensylvánském Merionu navštívil tehdy nejvýznamnějšího amerického sběratele umění Alberta Barnese, který mu zadal výzdobu lunet v jedné z místností svého muzea. Na základě této objednávky vznikl Matissův známý Tanec. V roce 1938 si v Cimiez, což je dnes již součástí Nice, pronajal apartmán v bývalém hotelu Regina, který si ponechal až do konce života.

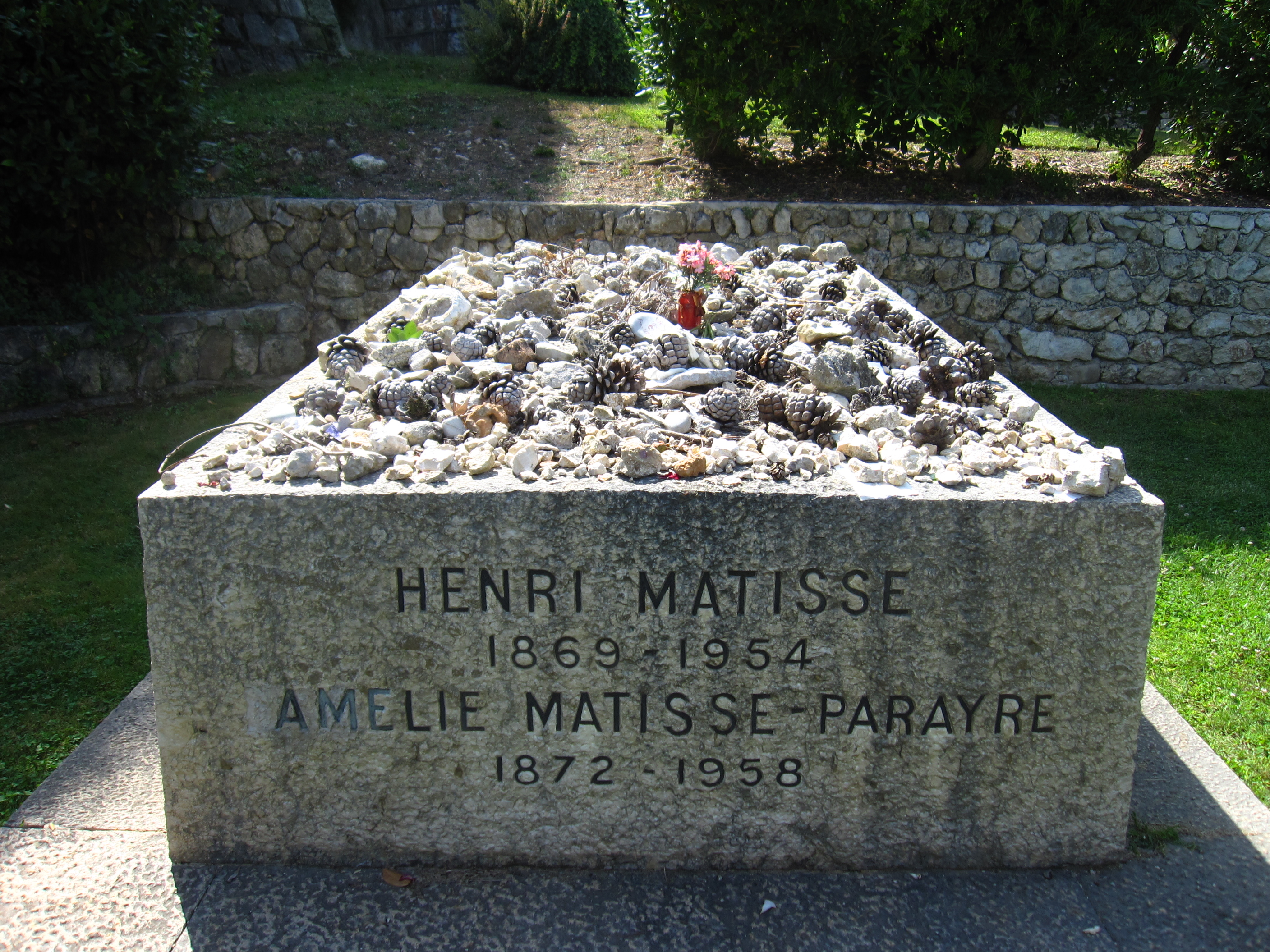
Hrob Henriho a Amelie Matissových

 Vyhlášení války Německu 3. září 1939 zastihlo Matisse v Paříži. Rozhodl se odcestovat na jih, do Nice. Na jaře 1940 byl už ale zpět v Paříži. Získal vízum na cestu do Ria de Janeira, ale i když mohl z Němci okupované Paříže odjet, rozhodl se nakonec ve Francii zůstat. Protože byl jako mnozí jiní označen za degenerovaného umělce, mohl se nerušeně pohybovat jen na svobodném jihu Francie. V roce 1941 u něj byla zjištěna rakovina dvanácterníku. Na klinice v Lyonu se podrobil náročné operaci. Následnou rekonvalescenci zkomplikovaly dva po sobě jdoucí záchvaty plicní embolie. Po uzdravení se vrátil do Cimiez, kde ho v roce 1942 navštívil Louis Aragon. V roce 1943 byl na Cimiez podniknut nálet a Matisse se rozhodl přestěhovat. Vybral si blízké městečko Vence ve vnitrozemí. Následoval tam svou ošetřovatelku Monique Bourgeois, která vstoupila do tamního dominikánského kláštera. Matisse zde s přestávkami pobýval až do roku 1948. V roce 1943 byla kvůli odbojové činnosti zatčena jeho dcera Marguerite. Ve vězení v Rennes ji gestapo mučilo. Byla odsouzena k šesti měsícům vězení.
Po válce, hned roku 1945, Matisse opět navštívil Paříž. Na Podzimním salónu byly jeho obrazy vystaveny v čestném sále, ještě téhož roku měl v Londýně společnou výstavu s Picassem.
V poválečných letech se Matisse ve Francii stal předmětem úcty. Stal se komandérem Řádu čestné legie a Musée national d'art moderne (Muzeum moderního umění v Paříži, sídlí v Centre Georges Pompidou) začalo budovat systematickou sbírku jeho díla. Výstava střídala výstavu, v zámoří i v Evropě. Roku 1952 bylo v Cimiez otevřeno Musée Matisse. Hlavní náplní Matissovy činnosti až do roku 1951, kdy se opět natrvalo vrátil do Cimiez, byla práce na projektu a výzdobě Růžencové kaple ve Vence.
V posledních letech života trpěl Matisse anginou pectoris a astmatem, přesto i nadále pracoval. Jeho posledním dílem byl návrh na vitráž, později zvanou Rockefellerova růže. Zdobí unitářský kostel v Pocantico Hills ve státě New York. Zemřel ve 3. listopadu 1954 svém domě v Cimiez na infarkt. Na tamním hřbitově je – společně se svou bývalou manželkou – také pochovaný.

## Dílo
Matisse byl všestranným umělcem. Nejznámější je jeho malířské dílo, byl ale činný i jako grafik, sochař, scénograf a architekt, navrhoval gobelíny. Wikipedie nemá licenci na reprodukci Matissových děl. Je ale možné je studovat na některém z externích odkazů.

### Malířství
První Matissovy obrazy, které vznikly v 90. letech 19. století, jsou ještě neseny v duchu akademismu. Na konci dekády a na začátku 20. století už ale maloval pod vlivem Cézanna a postimpresionismu. Po krátké epizodě s pointilismem došlo v roce 1905 k radikální změně. I jako výraz vzdoru vůči pointilismu začal Matisse, spolu s ostatními fauvisty, používat intenzívní, ba až výbušné barvy, takže by bylo fauvismus možné označit za určitou formu expresionismu. Od této doby pro něj bylo důležité spojování barvy a tvaru, kterým tlumočil své emocionální reakce na ten který motiv. Toužil vytvářet umění, ve kterém by byl vnitřní svět malíře sloučený se světem vnějším v harmonickém souladu. „Mým snem je umění rovnováhy, čistoty a klidu...“, napsal v roce 1908. Jeden z Matissových nejdůležitějších přínosů pro dějiny umění bylo jeho přesvědčení, že se barva zobrazovaného objektu na obraze nemusí shodovat s jeho skutečným zbarvením. Matissova tvorba procházela v průběhu let určitými modifikacemi, jeho základní styl, ve kterém byla barva hlavní malířskou hodnotou obrazu, však přetrval. Bylo tomu tak i ve 2. dekádě 20. století, kdy se vyrovnával se soudobou abstraktní malbou, což je patrné např. na obrazech Pohled na Notre Dame (1914) nebo Zahrada v Issy (1917–1919). Hlavními tématy jeho díla, kterými se zaobíral po celý život, byla postava ženy, zátiší, interiér, oblíbeným ornamentem arabeska.

#### Výstřižky
Někdy kolem roku 1943, za pobytu ve Vence, Matisse cítil, že v malbě už řekl vše, co musel. Rozhodl se proto použít techniku, kterou aplikoval už v roce 1937, když si připravoval kompozici některých svých obrazů. K jeho rozhodnutí přispělo i zdravotní omezení, když se mohl pohybovat pouze na vozíku. Nůžkami vystřihoval plochy kvašem jednobarevně pomalovaného papíru, který mu podle jeho pokynů připravovala asistentka Jacqueline Duhême (* 1927). V roce 1947 vydal u nakladatele Tériada (1897–1983) velkoformátovou bibliofilii s názvem Jazz. Obsahovala dvacet tisků s různými náměty (např. Cirkus, Klaun, Srdce, Ikarus). Publikaci doprovázejí texty, zachycující Matissovy myšlenky. Jsou to tisky jeho rukopisu, zapsaného černou tuší.
Tvorba výstřižků Matisse v posledních letech jeho života zcela pohltila. Malíř na ně dostával zakázky od bohatých sběratelů i renomovaných muzeí. Některá díla jsou drobná, vznikaly ale také velkoformátové kompozice o rozměrech 3×3 metry. Matisse ve výstřižcích, které nazýval „papiers découpés“, dosáhl syntézy mezi realismem a abstrakcí. Vznikly tak sugestivní obrazy, které vytvořily poetickou tečku za jeho celoživotním dílem. V odborné literatuře nechybí názory, že se jedná o nejryzejší a nejkrásnější umění všech dob.

#### Vybrané obrazy
Tanec (1909–1910, 260×391 cm, Ermitáž, Petrohrad) – malíř zde ztvárnil provensálský lidový tanec, farandolu; kruh nahých postav vznášející se nad pahorkem, dynamický řetězec vytvořený z pěti aktů v různých rytmických pózách; inspiraci našel v Moulin de la Galette, kde pozoroval tanečníky, nejvíce ho zaujal tanec farandola, plátno maloval s melodií na rtech; typické kontrastní fauvistické barvy: modrá připomínající Středozemní moře, zelená připomínající barvu středomořských pinií a rumělková barva tančících postav.
Hudba (1910, 260×389 cm, Ermitáž, Petrohrad) – velmi podobné obrazu Tanec, stejná barevnost; dynamika tohoto obrazu není však shodná s dynamikou druhého obrazu, postavy zde jsou statické: pět aktů, dvě z postav hrají na hudební nástroj.
Zátiší s baklažány (1911, 212×246 cm, Musée de peinture et de sculpture Grenoble) – založeno na kontrastu několika různých plánů, uspořádání těchto plánů je velmi odvážné; odstraněna perspektiva (hloubka je zde však přesto přítomná, díky barvám); několik výrazně barevných dekoračních ploch.
Zlaté rybky (1911, 147×98 cm, Puškinovo muzeum, Moskva) – jediný trojrozměrný předmět zde je skleněná nádoba s rybkami, ostatní předměty se nacházejí ve stejném plánu; mísí se zde tóny růžové a zelené.
Odaliska s tamburínou (1926, 74,3×55,7 cm, Museum of Modern Art, New York) – Matissovy románky s modelkami, které mu pózovaly pro jeho obrazy, jsou známé; umělec sám napsal: „Když kreslím, mám k modelce velmi blízko, jsem takřka v ní samé, oči hned naproti očím, kolena se dotýkají kolen.“ Malíř znázorňuje vlastní touhu, vtělenou do modelek, touhu, již v něm vyvolávají a podněcují; u tohoto obrazu lehce deformuje perspektivu; i v jeho aktech hraje barva prvořadou roli.

### Grafická a ilustrační tvorba
Matisse doprovodil svými grafikami, nejčastěji lepty a výstřižky, celkem devět knih, nepočítáme-li jeho vlastní Jazz. Tvorba autorů těchto publikací musela konvenovat s jeho zájmy a životními pocity. Jedná se o následující díla: Poésis od Stéphana Malarmé (1932), Odysseus (Joyce) Jamese Joyce (1935), Pasifae od Henry de Montherlanta (1944), Podoby od Pierra Reverdy (1946), Portugalské dopisy od Mariany Alcoforado (1946), Repli od André Rouveyra (1947), Květy zla od Charlese Baudelaira (1947), Lásky od Pierra de Ronsard (1948) a Básně od vévody Charlese d'Orléans (žil v 15. století, 1950). Matisse byl činný i v oblasti volné grafiky: Do roku 1903 spadají první lepty, v roce 1906 začal s dřevoryty a litografiemi.

### Sochařství
Podobně jako mnoho jiných malířů (např. Odilon Redon, Paul Gauguin, Pablo Picasso, Willem de Kooning) i Matisse řešil prostřednictvím plastik některé formální problémy v oblasti prostorových vztahů, které mu vyvstaly během malířské tvorby. O sochařství měl zájem už v počátcích své umělecké dráhy, když v roce 1899 navštěvoval v Paříži večerní kurzy. Témata jeho sochařské tvorby obyčejně korespondovala s jeho tvorbou malířskou. Přes polovinu svých plastik vytvořil Matisse v prvních deseti letech 20. století. Hlavním vzorem mu byl Auguste Rodin, kterému také roku 1899 přinesl ukázat své skici. Po návštěvě Alžírska v roce 1906 ho rovněž inspirovala africká plastika. Kolem roku 1907 se Matissovo sochařské dílo dostává mezi avantgardu. Mezi roky 1910–1915 vytvořil pět verzí hlav s názvem Jeanette, v téže době vznikla Picassova plastika Hlava ženy (Fernanda). Z dalších Matissových soch lze jmenovat La Serpentine (Hadí dívka, 1909) nebo portrét jeho dcery Marguerite z roku 1915. Plastiky se odlévaly do bronzu, obyčejně v sériích kolem deseti kusů.

### Scénografie
Kontakty s jeho ruskými sběrateli Ščukinem a Morozovem a známost s baletním impresáriem Sergejem Ďagilevem přivedly Matisse k zájmu o balet. Roku 1920 navrhl kostýmy a dekorace k Igora Stravinského opeře Slavík a doprovázel Ruský balet do Londýna. V květnu 1939 provedl Ruský balet v Monte Carlu balet Červená a černá, který hudebně doprovázela 1. symfonie Dmitrije Šostakoviče. Výpravou a kostýmy ho vybavil Matisse. Do této kategorie lze zařadit i Matissovy návrhy na gobelíny. První vznikl v roce 1935 a jeho námětem bylo otevřené okno v Papeete, což byla jeho vzpomínka na návštěvu Tahiti. Tahitskou tematiku mají i poslední dva návrhy: Polynésie – obloha a Polynésie – moře z let 1946–1948.

### Růžencová kaple ve Vence
Kaple ve Vence je komplexním Matissovým dílem, v němž se projevil jako výtvarník i architekt. Dílo vzniklo na základě přátelství s Monique Bourgeois, kterou najal roku 1941 jako ošetřovatelku a kterou také několikrát portrétoval. Roku 1946 vstoupila Monique do dominikánského řádu ve Vence západně od Nice, kde již v té době Matisse bydlel. Na její podnět se Matisse rozhodl vytvořit jak architektonické plány, tak vnitřní výzdobu zcela nové růžencové kaple. Na projektu pracoval od roku 1947 po následující čtyři roky. Stavební stránku konzultoval s architektem Auguste Perretem. Základní kámen ke stavbě byl položen 1949, biskup z Nice ji vysvětil 25. června 1951. Bílo-černý interiér respektuje barvy dominikánského řádu, na třech stěnách jsou obrazy s náměty sv. Dominika, Madony a Křížové cesty. Vitráže zdobí rostlinné motivy jako symboly Stromu života. Oltář s krucifixem byl Matissovou poslední sochařskou prací.

## Galerie

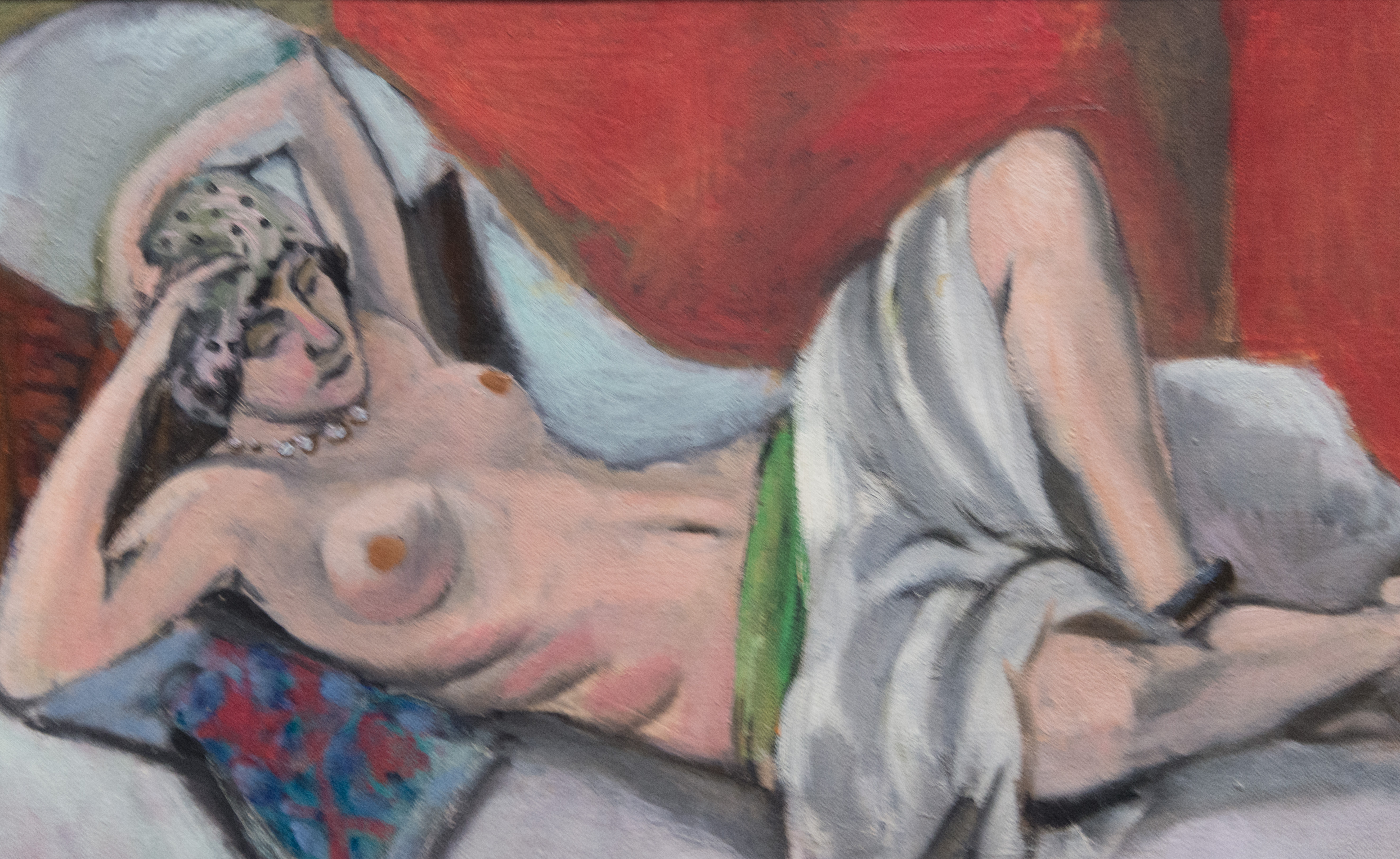
Polozahalený akt (1923–1924)
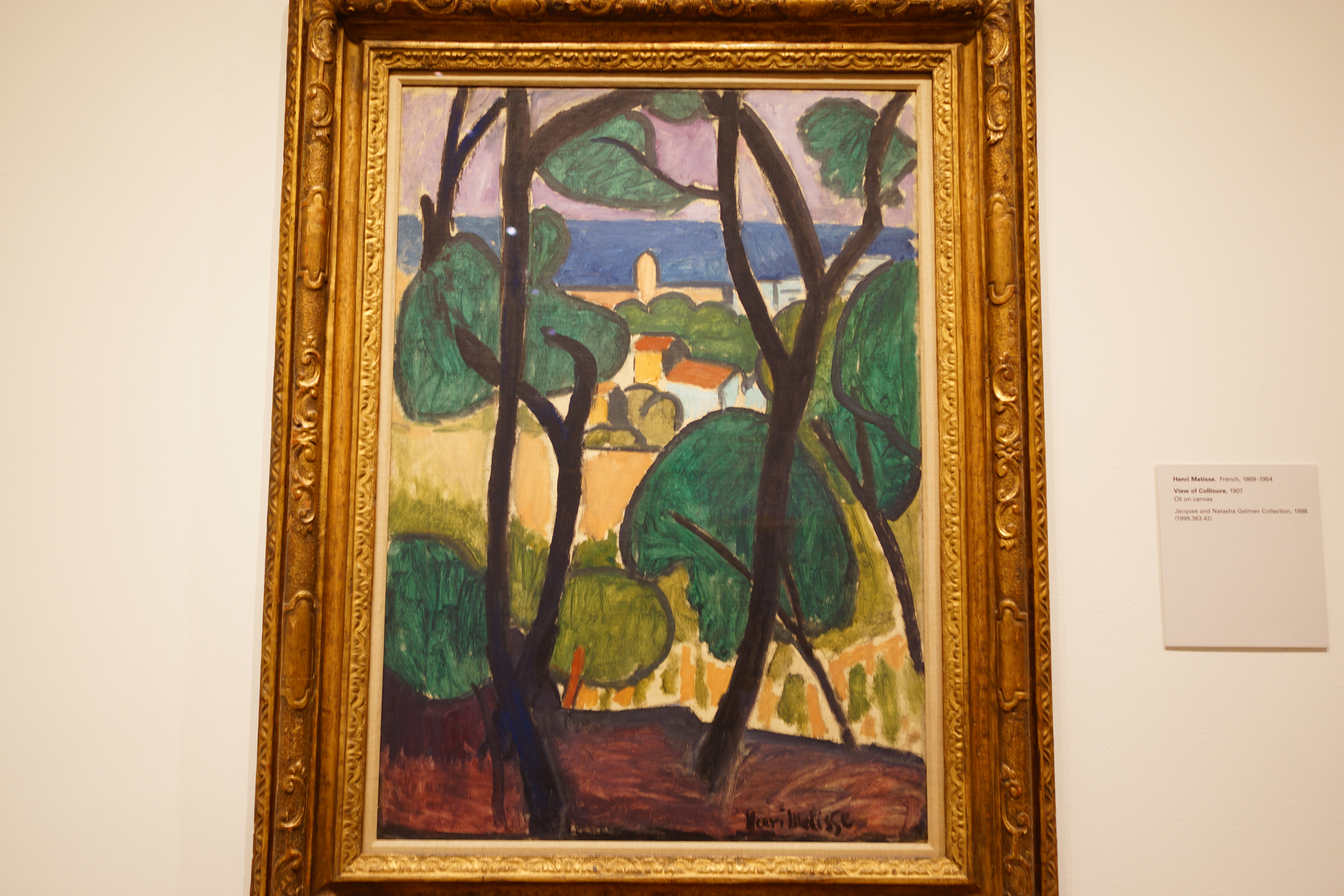
Pohled na Coulliour 1907
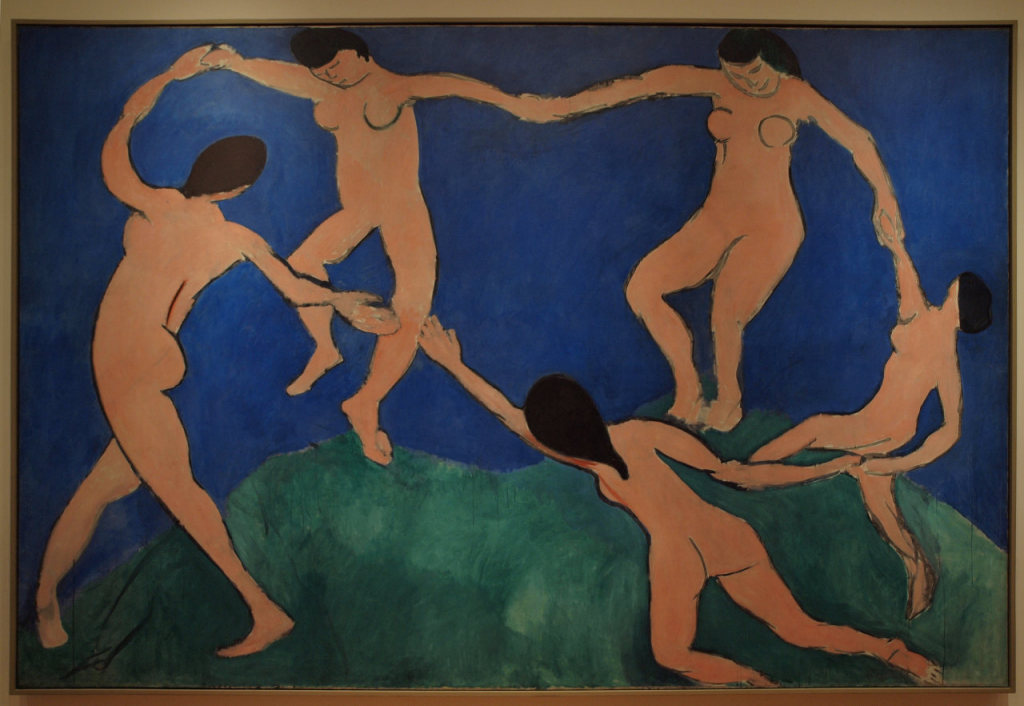
Tanec 1909–1910
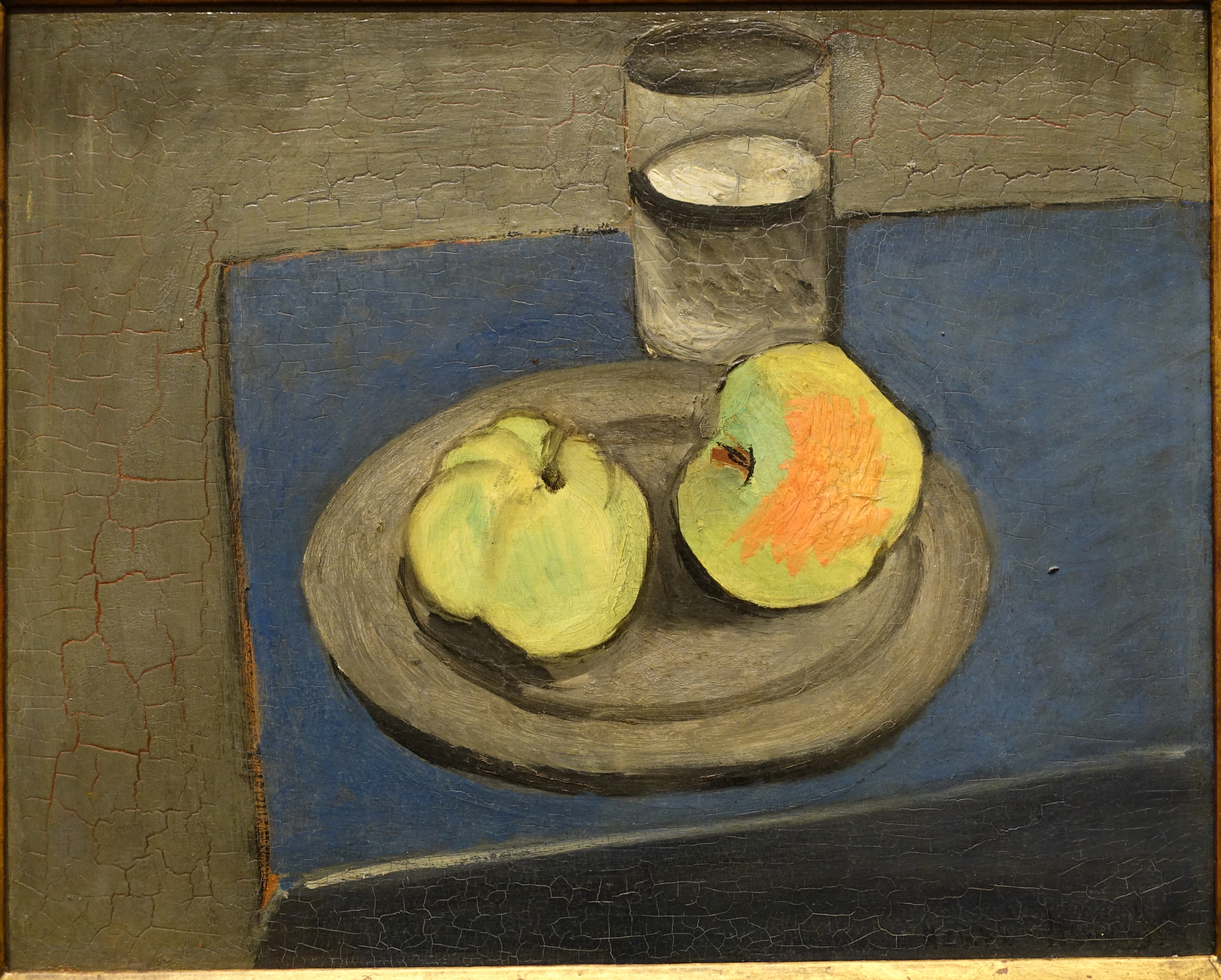
Zátiší s jablky
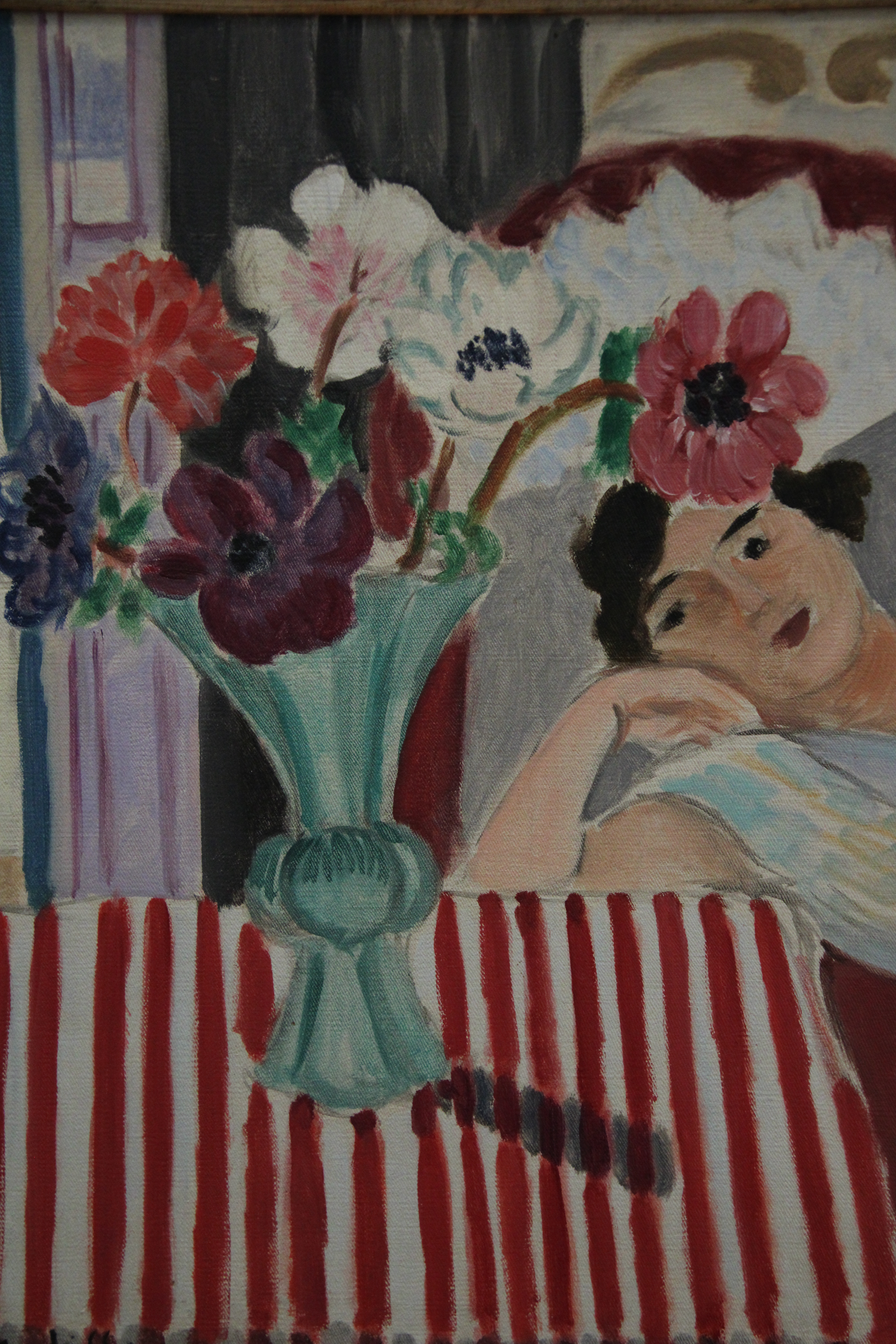
Dívka a sasanky (cca 1920)
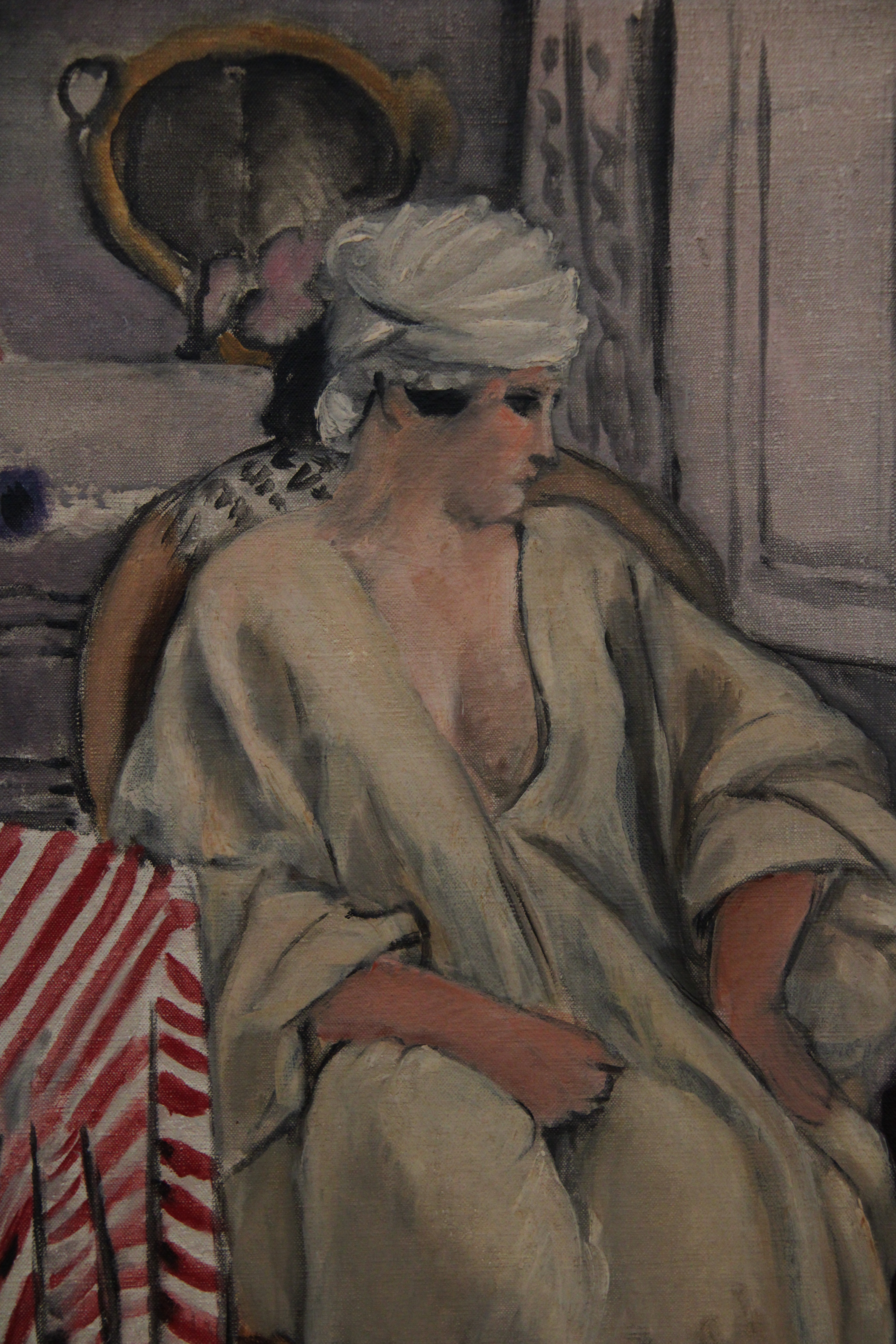
Meditace–Po koupeli (1920)
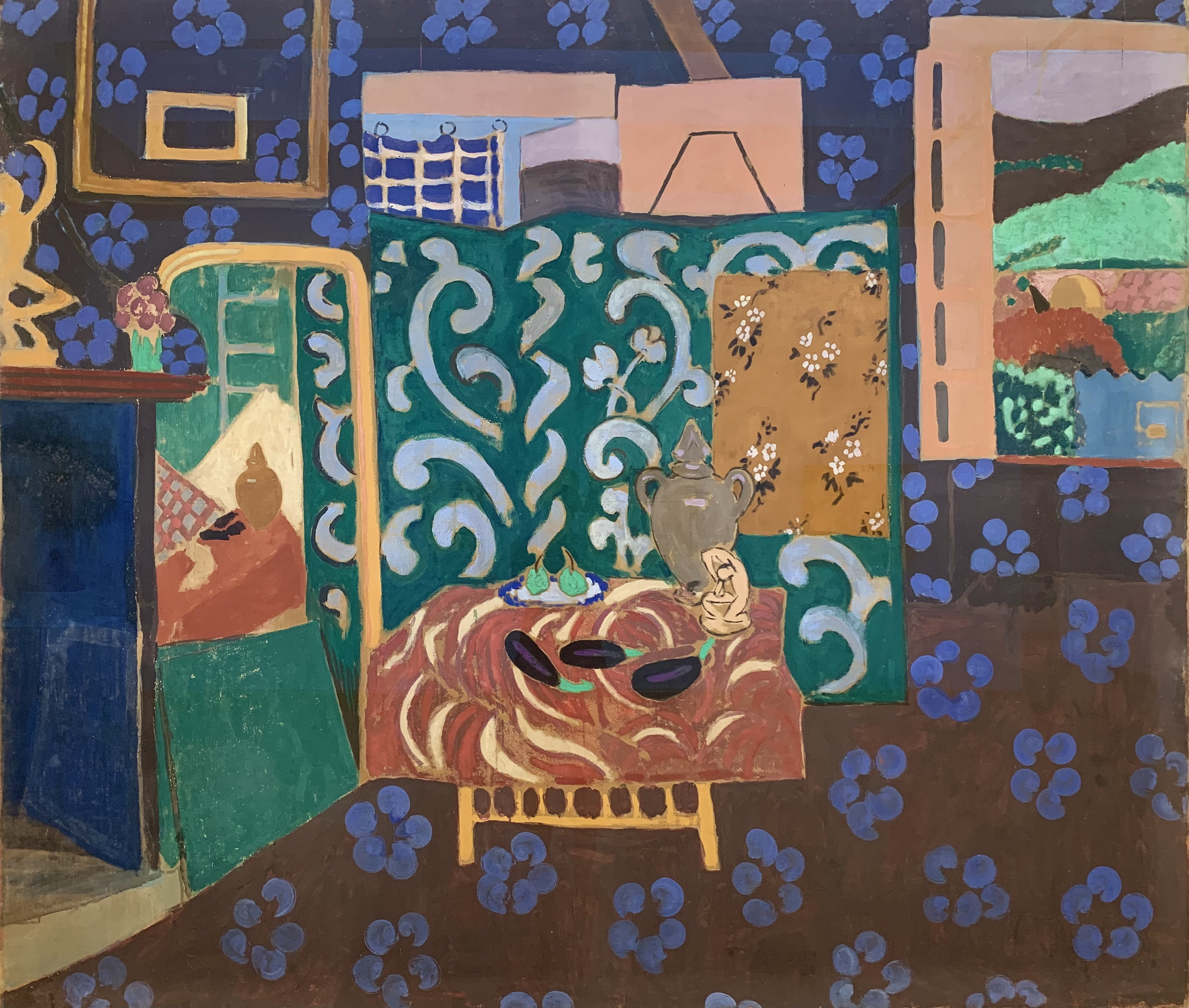
Interiér s lilky (1911–12)

## Matisse a film
Filmy o Matissovi jsou vesměs dokumentární. Nejstarším z nich, ve kterém umělec vystupuje spolu se svým synem Jeanem a vnukem Gérardem, je Henri Matisse režiséra Françoise Campauxe z roku 1946. Roku 2001 vznikl film Ginny Martina a Roba Tranchina s názvem Matisse & Picasso: A Gentle Rivalry, zabývající se vztahem obou umělců. O dva roky později natočil švýcarský režisér Richard Dindo dokumentární film Aragon, le roman de Matisse, založený na vzpomínkové knize Louise Aragona. Zatím posledním snímkem je Henri Matisse: A Cut Above the Rest režisérky Kate Misrahi z roku 2014.

## Matisse a Čechy
Jedni z prvních českých malířů, kteří měli možnost vidět originály Matissových obrazů, byli Vincenc Beneš a Antonín Procházka. Navštívili jeho výstavu, uspořádanou na přelomu let 1908 a 1909 v berlínské galerii Paula Cassirera. Pro vývoj českého moderního malířství přelomová byla výstava, kterou roku 1910 v Praze uspořádal Spolek výtvarných umělců Mánes. Představena byla díla francouzských malířů, kromě Matisse i dalších fauvistů, např. André Deraina, Alberta Marqueta či Maurice de Vlamincka. Ve 20. letech nacházelo Matissovo dílo ohlas u více českých malířů, jmenovat lze Bedřicha Piskače a Georgese Karse. Oba spojovalo, že po určitou dobu pobývali v Paříži. Matissem se zabývali za první republiky i čeští teoretikové umění. Byl to Vincenc Kramář v knize Kubismus, vydané roku 1921 v Brně, a Karel Teige. Ten porovnával vztah Matissovy a Picassovy malby k tanci. V meziválečném období reagovali na Matissovu tvorbu i čeští sochaři. Určité paralely lze nalézt v plastikách Otto Gutfreunda a zejména Josefa Wagnera.
Po válce, v dubnu 1946, navštívil Matisse v rámci svého ročního studijního pobytu ve Francii historik umění Miroslav Míčko. Z pověření Umělecké besedy s ním diskutoval možnost výstavy v Praze. Přes umělcův příslib se ale neuskutečnila. V 50. letech byl kontakt českého umění se světovým na čas přerušen. Až světová výstava Expo 58, která se roku 1958 konala v Bruselu, přinesla vybraným československým umělcům možnost navštívit výstavu 50 let moderního umění, která se konala v jejím rámci. Mnozí čeští výtvarníci měli první možnost na vlastní oči spatřit nejen obrazy Matissovy, ale i dalších modernistů, kteří již v té době byli klasiky. Zejména Matisse spolu s Picassem byli umělci, u nichž ve 2. polovině 50. let hledali mladí čeští výtvarníci poučení. To byl i případ Zdeňka Sýkory, který měl v roce 1959 možnost poznat Matissovu kolekci v Ermitáži. Podle jeho vlastního vyjádření pro něj znamenalo setkání s Matissem osudový zlom. Výsledkem byla Sýkorova série Zahrad.
V České republice se nachází pouze jediný Matissův obraz. Jedná se o portrét s názvem Joaquina z roku 1910. Je vystaven v Národní galerii v expozici francouzského umění 19. a 20. století. Galerie ho získala roku 1923 darem od norského historika umění Waltera Halvorsena.